# Kenti Robles
Kenti Robles est une footballeuse internationale mexicaine, née le 15 février 1991 à Mexico. Elle évolue au poste d'arrière droit au Real Madrid.

## Biographie
Avec l'équipe du Mexique des moins de 20 ans, elle dispute la Coupe du monde des moins de 20 ans en 2010. Lors du mondial junior, elle joue quatre matchs. Le Mexique s'incline en quart de finale face à la Corée du Sud.
Elle participe avec l'équipe du Mexique à deux Coupes du monde, en 2011 puis en 2015. Lors du mondial 2011 organisé en Allemagne, elle joue deux matchs. Par la suite, lors du mondial 2015 qui se déroule au Canada, elle prend part à trois matchs.
Elle participe également avec le Mexique au Championnat féminin de la CONCACAF en 2014 puis en 2018. Le Mexique se classe troisième du tournoi en 2014.

## Palmarès
Avec le RCD Espanyol :
- Vice-championne d'Espagne en 2010 et 2011
- Vainqueur de la Coupe d'Espagne en 2010
- Finaliste de la Coupe d'Espagne en 2011

Avec le FC Barcelone :
- Championne d'Espagne en 2012, 2013 et 2014
- Vainqueur de la Coupe d'Espagne en 2013 et 2014

Avec l'Atlético de Madrid :
- Championne d'Espagne en 2017, 2018 et 2019
- Vainqueur de la Coupe d'Espagne en 2016
- Finaliste de la Coupe d'Espagne en 2017, 2018 et 2019